# اولشتن (استان سیلسیان)
اولشتن (به لهستانی:  Olsztyn) یک روستا در لهستان است که در گمینا اولشتن واقع شده‌است. اولشتن ۲٬۳۳۱ نفر جمعیت دارد.